# 50 лет освобождения Киева от фашистских захватчиков
Юбилейная монета «50 лет освобождения Киева от фашистских захватчиков» — медно-никелевая памятная монета Центрального банка Российской Федерации, посвящённая 50-летней годовщине освобождения Киева от фашистских захватчиков в ноябре 1943. Каталожный номер Центрального банка Российской Федерации: 5011-0007. Была введена в оборот 3 ноября 1993 года.

## Описание монеты и характеристики
| Номинал, рублей | Металл                | Масса, г | Диаметр, мм | Качество изготовления | Гурт     | Тираж, штук |
| --------------- | --------------------- | -------- | ----------- | --------------------- | -------- | ----------- |
| 3               | медно-никелевый сплав | 14,35    | 33          | Б/А                   | рифлёный | 150 000     |
| 3               | медно-никелевый сплав | 14,35    | 33          | пруф                  | рифлёный | 350 000     |

### Аверс
По центру расположены купола здания Сената и Спасской башни Московского Кремля. Правее — товарный знак монетного двора. По окружности надписи, обрамлённые кругом из точек: вверху — «ТРИ РУБЛЯ 1993 г.», внизу — «БАНК РОССИИ».

### Реверс
Статуя Родины-матери из ансамбля Украинского государственного музея Великой Отечественной войны 1941—1945 гг. расположена на фоне колокольни Софийского собора, а также памятников Б. Хмельницкому и В. Святославичу. Сбоку монеты есть две углублённые надписи «ТРИ РУБЛЯ», которые разделены двумя звёздами.

## Авторы
- Художник: А. А. Колодкин. Скульптор: В. М. Харламов. Монета изготовлена специальным качеством на Московском монетном дворе.

## Стоимость монеты
Средняя цена монеты по состоянию на июль 2025 года в исполнении пруф составляет 2 987 рублей, а в исполнении анциркулейтед — 3 605 рублей.